# Port lotniczy Denpasar
Denpasar Ngurah Rai Airport – międzynarodowy port lotniczy, położony na indonezyjskiej wyspie Bali, 15 km na południe od Denpasaru. Jest najważniejszym portem lotniczym kraju po Dżakarcie.
Port lotniczy posiada 4 terminale pasażerskie, 2 terminale towarowe, 38 stanowisk dla samolotów.

## Linie lotnicze i połączenia
| Linia lotnicza             | Kierunek |
| -------------------------- | --- |
| Aero Dili                  | 1. Dili |
| Aeroflot                   | 1. Moskwa-Szeremietiewo |
| Air Asia                   | 1. Kuala Lumpur |
| Air Asia X                 | 1. Kuala Lumpur |
| Air Busan                  | 1. Pusan |
| Air India                  | 1. Delhi |
| Air New Zealand            | Sezonowo: 1. Auckland |
| Batik Air                  | 1. Bangkok-Don Muang 2. Dżakarta-Halim Perdanakusuma 3. Dżakarta-Soekarno-Hatta 4. Labuan Bajo 5. Makasar 6. Manado 7. Perth 8. Singapur 9. Surabaja                                                                              |
| Batik Air Malaysia         | 1. Brisbane 2. Kuala Lumpur 3. Melbourne 4. Perth 5. Sydney |
| Cathay Pacific             | 1. Hongkong |
| Cebu Pacific               | 1. Manila |
| China Airlines             | 1. Tajpej-Taoyuan |
| China Eastern Airlines     | 1. Szanghaj-Pudong |
| China Southern Airlines    | 1. Guangzhou 2. Shenzhen |
| Citilink                   | 1. Dili 2. Dżakarta-Halim Perdanakusuma 3. Dżakarta-Soekarno-Hatta 4. Makasar 5. Surabaja |
| Emirates                   | 1. Dubaj |
| Etihad Airways             | 1. Abu Zabi |
| EVA Air                    | 1. Tajpej-Taoyuan |
| Garuda Indonesia           | 1. Balikpapan 2. Dżakarta-Halim Perdanakusuma (od 1 sierpnia 2025) 3. Dżakarta-Soekarno-Hatta 4. Labuan Bajo 5. Makasar 6. Melbourne 7. Seul-Inczon 8. Singapur 9. Sorong 10. Surabaja 11. Sydney 12. Tokio-Narita 13. Yogyakarta |
| Hong Kong Airlines         | 1. Hongkong |
| IndiGo                     | 1. Bengaluru |
| Indonesia AirAsia          | 1. Adelaide 2. Balikpapan 3. Bangkok-Don Muang 4. Banjarmasin 5. Cairns 6. Darwin 7. Hongkong 8. Dżakarta-Soekarno-Hatta 9. Kuala Lumpur 10. Labuan Bajo 11. Perth 12. Phuket 13. Singapur                                        |
| Jeju Air                   | 1. Seul-Inczon |
| Jetstar                    | 1. Adelaide 2. Brisbane 3. Cairns 4. Darwin 5. Gold Coast (od 1 sierpnia 2025) 6. Melbourne 7. Newcastle (od 21 października 2025) 8. Perth 9. Singapur 10. Sydney                                                                |
| Juneyao Air                | 1. Szanghaj-Pudong |
| KLM                        | 1. Amsterdam 2. Singapur |
| Korean Air                 | 1. Seul-Inczon |
| Lion Air                   | 1. Balikpapan 2. Banjarmasin 3. Dżakarta-Soekarno-Hatta 4. Kupang 5. Makassar 6. Manado 7. Medan 8. Semarang 9. Solo 10. Surabaja 11. Yogyakarta                                                                                  |
| Malaysia Airlines          | 1. Kuala Lumpur |
| NAM Air                    | 1. Dżakarta-Soekarno-Hatta 2. Tambolaka |
| Pelita Air                 | 1. Dżakarta-Soekarno-Hatta |
| Philippine Airlines        | 1. Manila |
| Qantas                     | 1. Melbourne 2. Sydney |
| Qatar Airways              | 1. Doha |
| Saudia                     | 1. Dżudda 2. Singapur |
| Scoot                      | 1. Singapur |
| Sichuan Airlines           | 1. Chengdu-Tianfu (od 26 września 2025) |
| Singapore Airlines         | 1. Singapur |
| Super Air Jet              | 1. Dżakarta-Soekarno-Hatta 2. Pontianak 3. Surabaja |
| T'way Air                  | 1. Cheongju (od 26 września 2025) |
| Thai AirAsia               | 1. Bangkok-Don Muang |
| Thai Airways International | 1. Bangkok-Suvarnabhumi |
| Thai Lion Air              | 1. Bangkok-Don Muang |
| TransNusa                  | 1. Guangzhou 2. Dżakarta-Soekarno-Hatta 3. Manado 4. Perth |
| Turkish Airlines           | 1. Stambuł |
| VietJet Air                | 1. Hanoi 2. Ho Chi Minh |
| Vietnam Airlines           | 1. Ho Chi Minh |
| Virgin Australia           | 1. Brisbane 2. Gold Coast 3. Melbourne 4. Sydney |
| Wings Air                  | 1. Bima 2. Lombok 3. Sumbawa Besar 4. Tambolaka 5. Waingapu |
| Xiamen Air                 | 1. Xiamen |